# Сингасари
Сингасари — средневековое индуистское государство на востоке острова Ява, существовавшее с 1222 по 1293 год.

Malang java indonesian

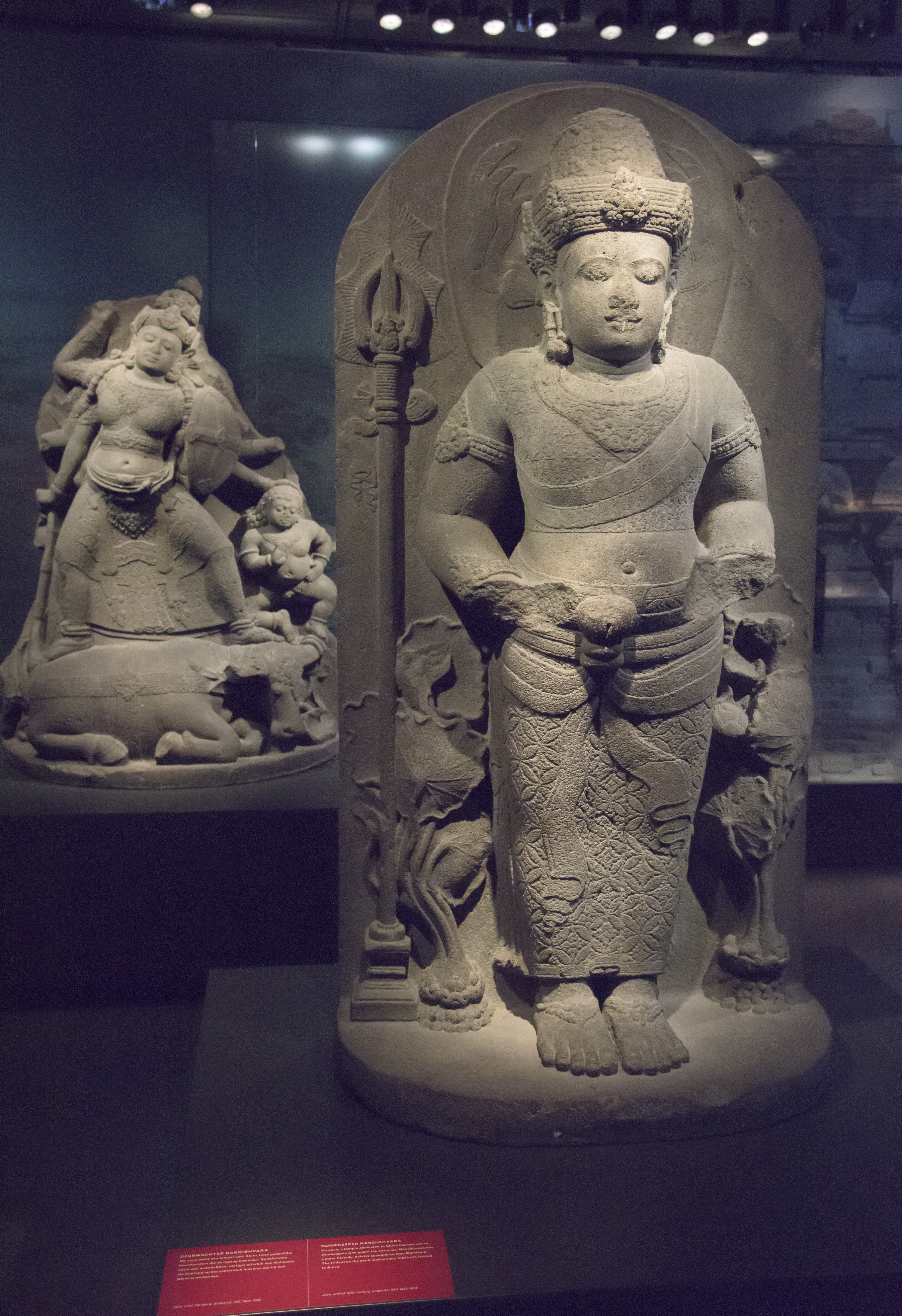
Kingdom artifacts singasari took to Netherlands museum

Кен Арок (он же Раджаса), основатель государства Сингасари, — чрезвычайно популярная фигура яванского фольклора. Согласно легендам, он был сыном незамужней женщины и Брахмы. Мать оставила младенца на кладбище, однако он был спасён и воспитан разбойником. В молодости Кен Ангрок испытал много приключений. Ему приписывается изобретение криса. Состоял на службе у наместника княжества Тумапель, обманом захватил у него власть и женился на его вдове, красавице Кен Дедес. В 1222 году Кен Ангрок победил армию Кедири и объявил новое государство Сингасари. 
Наиболее успешным потомком Кен Ангрока был пятый раджа Сингасари, Кертанегара (1268—1292 годы), который подчинил Бали и организовал морскую экспедицию на запад Зондских островов. Кертанагара имел активные отношения с другими государствами на территории современных Индонезии и Малайзии, а также с Чампа на юге современного Вьетнама.
В 1289 году Хубилай обратился к Кертанагаре с требованием выплачивать дань, однако тот отказался и изуродовал присланных монгольских послов. В ответя Хубилай начал организацию военной экспедиции на Яву. Подготовка к защите и содержание войск за пределами государства ослабили силы Кертанагары. Это использовал в своих целях Джайакатванг, зависящий от него властелин Кедири и Маджапахита. Он восстал против Сингасари, победил её армию и убил раджу.
В 1293 году, когда на Яве высадилась монгольская армия, раден (принц) Виджая, зять Кертанагары, выступил в качестве их союзника против Джайакатванга. Но после разгрома войск Кедири и Маджапахита раден Виджая неожиданно изменил союзникам и начал против них военные действия. Монголы были вынуждены покинуть Яву. Зять Кертанагары стал основателем нового государства — Маджапахит.

## Цари Сингасари из династии Раджаса
1. Кен Ангрок (1222—1227)
2. Анусапати (1227—1248)
3. Панджи Тохджайя (1248—1250)
4. Вишнувардхана (1250—1268)
5. Нарасингамурти (1250—1270) — соправитель Вишнувардханы
6. Кертанегара (1268—1292)